# Belfast Harp Festival

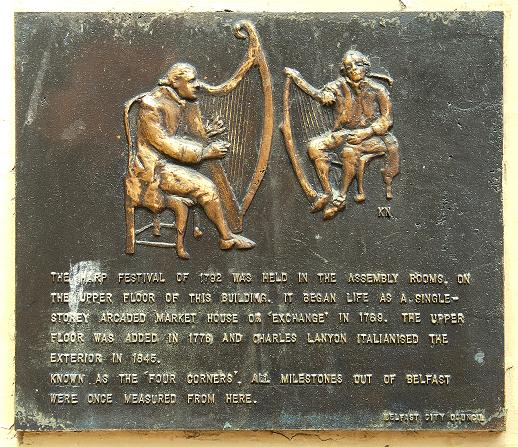
Plaque commémorative de l'événement

Le Belfast Harp Festival (Festival de harpe de Belfast), appelé par les écrivains contemporains « The Belfast Harpers Assembly » qui s'est déroulé du 11 au 14 juillet 1792, est un événement de quatre jours organisé par le Dr James McDonnell, Robert Bradshaw et Henry Joy (propriétaire du Belfast News-Letter et oncle de Henry Joy McCracken). Ce festival a eu lieu six ans après le dernier festival de harpe de Granard.    
Le concours s'est déroulé dans l'Assembly Room du bâtiment occupé (jusqu'aux années 2010) par la Northern Bank, Waring Street à Belfast et qui a ouvert ses portes en tant que marché couvert en 1769. 

## Harpers
L'objectif du festival était de rassembler les derniers joueurs de harpe traditionnelle afin de préserver la tradition de la harpe irlandaise, en voie de disparition, et ses pièces. Dix harpeurs irlandais (appellation des harpistes irlandais) et un harper gallois y ont participé. Au total, quarante airs ont été joués. 
- Donnchadh Ó Hámsaigh (en) (Denis Hampson), aveugle (Derry), âgé de 96 ans, a joué avec de longs ongles tordus.
- Arthur O'Neill (en), aveugle (Tyrone), lauréat du deuxième prix pour The green woods of Truagh.
- Charles Fanning (en) (Cavan), gagnant du premier prix pour The Coolin (en) ou Cúilfhionn.
- Dan Black, aveugle (Derry)
- Charles Byrne (Leitrim)
- Hugh Higgins, aveugle (Mayo)
- Patrick Quinn, aveugle (Armagh)
- William Caer (Armagh)
- James Duncan (Down)
- Rose Mooney, aveugle (Meath)
- Williams, prénom inconnu (pays de Galles)